# Аксинија Џурова
Аксинија Џурова (буг. Аксиния Джурова; Софија, 18. септембар 1942) бугарски је филолог и академик, инострани члан састава Српске академије науке и уметности од 2. новембра 2006.
Аксинија Ђурова је ћерка армијског генерала Добрија Џурова, дугогодишњег министра одбране у социјализму.

## Биографија
Завршила је основне студије на Универзитету у Софији 1965. године и на Московском државном Универзитету Ломоносов 1969, докторат 1974, хабилитацију 1982, специјализацију на Универзитету у Београду 1972. и на Вишем институту за социјалне науке при Сорбони 1975.
Радила је као редовни професор на Универзитету у Софији од 1984. и као директорка Центра за словенско-византијска проучавања на Универзитету у Софији од 1986. Инострани је члан састава Српске академије науке и уметности од 2. новембра 2006. и дописни члан Бугарске академије наука од 2008.
Била је потпредседница Међународног удружења за проучавање словенских култура при Унеску. Гостујући професор на универзитетима Јејл (САД), Јерусалим, Сорбона и Институт за евроазијске студије у Венецији. Аутор је више стотина публикација и 25 књига.
Добитница је Ћирилометодијевске награде БАН 1981, ордена Ћирила и Методија 1981. и 1986, ордена за заслуге Немачког орла 1989. и почасног доктората Универзитета у Токију 2006.